# Junichi Inamoto
Junichi Inamoto (japonès: 稲本潤一)  (prefectura de Kagoshima, 18 de setembre de 1979) és un futbolista professional japonès de l'Association football que juga com a migcampista al Nankatsu SC. És un internacional retirat de la Selecció del Japó.

## Biografia
Inamoto va néixer a la prefectura de Kagoshima. Va jugar al club japonès Gamba Osaka durant el seu darrer any de secundària, signant amb el club l'any 1997. A l'abril d'aquell any, als 17 anys, va debutar a la 1997 J.League, convertint-lo en el jugador més jove de la J.League (a aquell temps). Ell Va jugar al Gamba fins a l'estiu de 2001 i va jugar 118 partits a la J1 League. Aleshores va ser un dels molts traspassos d'alt perfil de jugadors asiàtics a Europa, signant amb l'Arsenal  de la Premier League. Inamoto va marcar dos gols per a la Selecció del Japó a la Copa del Món de 2002, però l'Arsenal ja havia estat llançat poc abans que comencés el torneig. Després va ser signat pel Fulham en un contracte de préstec a llarg termini de Gamba Osaka. Inicialment es va instal·lar bé al club de Londres, aconseguint bons avís com a migcampista d'enfrontaments durs amb l'ull d'un gol espectacular. Es va convertir ràpidament en el favorit dels aficionats, marcant quatre gols en els dos partits de la victòria final de la Copa Intertoto del Fulham contra el Bologna, anotant un cop a l'anada i un hat trick al segon. Altres objectius destacats va marcar en el seu temps amb el Fulham inclouen gols contra el Tottenham Hotspur, Sunderland, Middlesbrough i també en la victòria per 3-1 contra el Manchester United  a Old Trafford l'octubre de 2003.
També va marcar a la FA Cup contra l'Everton. Inamoto també va ser descrit com "més gran que Beckham" pels mitjans japonesos. No obstant això, va patir una fractura de tíbia en un amistós internacional contra l'Anglaterra, i va tornar a Gamba Osaka per fer feina de promoció. El Fulham estava interessat a fitxar-lo una vegada més, però continuava preocupant-se per la seva recuperació d'una lesió.